# Laureano Pineda
José Laureano Pineda Ugarte est président du Nicaragua du 5 mai 1851 au 11 août 1851 et du 11 novembre 1851 au 1er avril 1853.